# Podorożnie (obwód kirowohradzki)
Podorożnie (ukr. Подорожнє) – wieś na Ukrainie, w obwodzie kirowohradzkim, w rejonie aleksandryjskim, w hromadzie  Wełyka Andrusiwka. W 2001 roku liczyła 1742 mieszkańców, spośród których 1600 wskazało jako ojczysty język ukraiński, 123 rosyjski, 1 węgierski, 12 białoruski, 5 ormiański, a 1 gagauski.